# Campanularia sulcata
Campanularia sulcata is een hydroïdpoliep uit de familie Campanulariidae. De poliep komt uit het geslacht Campanularia. Campanularia sulcata werd in 1896 voor het eerst wetenschappelijk beschreven door Jäderholm. 